# Бернар Роже де Фуа

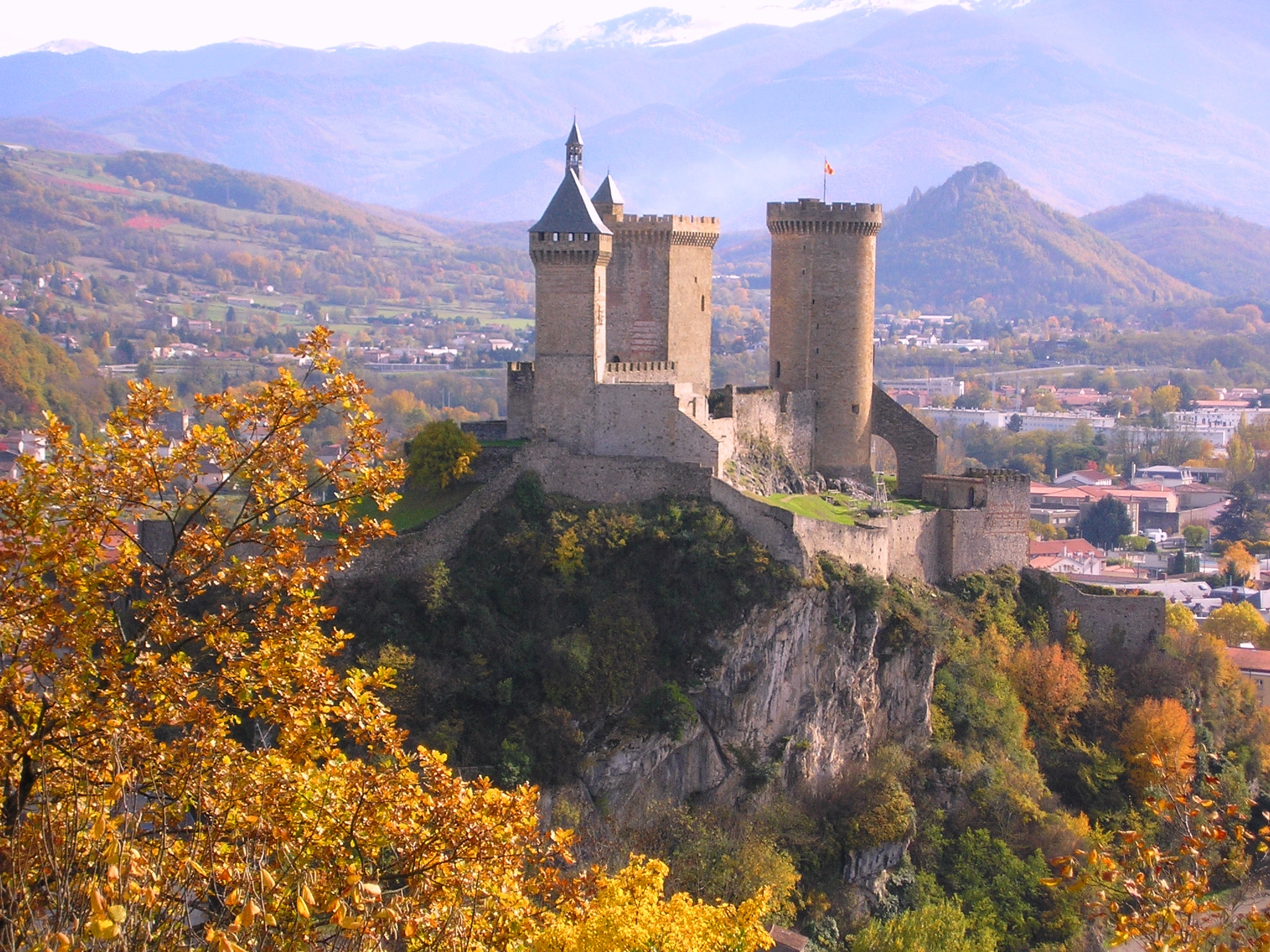
Замок Фуа

Бернар Роже де Фуа (фр. Bernard Roger de Foix; 981—ок. 1036/1038) — граф Фуа и Кузерана приблизительно с 1011 года, граф Бигорра с 1025 или 1032 года; второй сын Роже I Старого, графа Каркассона, и Адели, возможно дочери графа Мельгёя Бернара II. Он был родоначальником рода графов Фуа.

## Биография

### Правление
Хотя в списке графов Фуа Бернар Роже считается первым графом, неизвестно, носил ли он титул графа Фуа. В акте дарения аббатству Сен-Илер, датированном апрелем 1011 года, Бернар Роже упомянут как граф. Однако неизвестно, относится ли этот титул к Фуа или к графству Кузеран, которое также находилось во владении Бернара Роже. Первые достоверные данные о существовании титула «граф Фуа» относятся ко времени его сына Роже I.
О правлении Бернара Роже известно очень немного. Он женился на Гарсенде, наследнице графства Бигорр, которое оказалось на некоторое время присоединено к Фуа. Его резиденцией был замок Фуа, где он построил квадратную башню — символ своей власти. Бернар Роже также способствовал основанию у подножья замка города Фуа.
Согласно завещанию Бернара Роже, его владения были разделены между тремя старшими сыновьями. Первый, Бернар II, получил Бигорр; второй, Роже I — Фуа; третий, Пьер Бернар — Кузеран. Младший же сын, Эракл, избрал духовную карьеру, позже став епископом Бигорра.

### Брак и дети
Жена (не позднее 1010 года) — Герсенда (ок. 986—1032/1034), графиня Бигорра с 1025/1032 года, дочь графа Бигорра Гарсии Арно. Дети:
- Бернар II (умер ранее 1070), граф Бигорра с 1036/1038 года
- Роже I (умер около 1064), граф Фуа с 1036/1038 года
- Пьер Бернар (умер в 1071), граф Кузерана с 1036/1038 года, граф Фуа приблизительно с 1064 года
- Эракль (умер после 1065), епископ Тарба (Бигорра) с 1037 года
- Эрмезинда (Жильберга) (ок. 1015 — 1 декабря 1049); муж: с 22 августа 1036 года — Рамиро I Санчес (ок. 1008 — 8 мая 1063), король Арагона с 1035 года
- (?) Стефания де Фуа (Этьеннетта)[3] (умерла после 1066); 1-й муж: с 1030/1035 года — неизвестное по имени лицо (умер ранее 1038); муж: с 1038 года — Гарсия III (V) Санчес (ок. 1020—15 сентября 1054), король Наварры с 1035 года.

В некоторых генеалогиях указывалось, что у Бернара Роже была ещё одна дочь, Клеменция, которая была замужем за графом Меца и герцогом Верхней Лотарингии Адальбертом Эльзасским (ок. 1000—1048). Однако она неизвестна ни по каким современным ей документам и была введена только для того, чтобы объяснить происхождение Этьенетты Бургундской, жены графа Бургундии Гильома I Великого. В настоящее время эта гипотеза отброшена, и считается, что Клеменции не существовало.